# Magyaregres
Magyaregres es un pueblo ubicado en el distrito de Kaposvár, en el condado de Somogy, Hungría.

## Superficie
Posee una superficie de 14,40 kilómetros cuadrados.

## Demografía
Hasta 2019 la población era de 562 habitantes, con una densidad de población de 39,03 habitantes por kilómetro cuadrado.